# 里奥夫里奥德利拉诺
里奥夫里奥德利拉诺，是西班牙卡斯蒂利亚-拉曼恰瓜达拉哈拉省的一个市镇。总面积43平方公里，总人口56人（2001年），人口密度1人/平方公里。